# أرنولد دبليو. جي. كين
أرنولد دبليو. جي. كين (بالإنجليزية: Arnold W. G. Kean)‏ هو محامي أمريكي، ولد في 29 سبتمبر 1914، وتوفي في 18 يناير 2000.